# 金皓
金 皓（キム・ホ、김호、1944年11月24日 - ）は、韓国・慶尚南道統営市出身の元同国代表サッカー選手、指導者。

## 来歴
現役時代はセミプロ選手として第一毛織FCや韓国商業銀行FCに所属。1965年に韓国代表デビュー。1970年代の日韓戦ではメキシコオリンピック得点王・釜本邦茂との対決を制し1得点も許さなかった。
現役引退後はKリーグの韓一銀行FC、現代ホランイ監督を歴任。1992年7月、韓国代表監督に就任。1994年のW杯アメリカ大会ではスペインに2-2で引き分け、前回優勝のドイツには0-3から1点差にまで迫る健闘を見せたが、1敗2分でグループリーグ敗退に終わった。
代表監督退任後、新設された水原三星ブルーウィングスの初代監督に就任。8シーズン水原を率い、リーグ2回、リーグ杯4回、FA杯1回、スーパー杯2回、アジアクラブ選手権2回、アジアスーパー杯2回のタイトルを獲得。特に1998年、1999年はリーグ2連覇を達成し、2年連続でKリーグ年間最優秀監督賞を受賞した。